# Ushrusana
Ushrūsana (farsi اُشروسنه o  Usrūshana, اسروشنه, nota oggi come Istarawshan (attualmente) Sudujshana, Ustrushana, Chao orientale, è una regione iranica
 della Transoxiana. L'Ushrusana si estende a sud del grande ansa meridionale del Syr Darya e si allunga all'incirca tra Samarcanda e Khujand. La sua capitale era Banjikat. Non è chiara in base alle fonti l'esatta origine del nome persiano, ma il Hudud al-'Alam (tr. Minorsky), indica come termine originario *Sorušna.

## Storia
Ai governanti dell'Ushrūsana si attribuiva il titolo di "Afshin", e il più famoso di essi fu senza dubbio il generale abbaside Afshin, il cui nome era Khedār o Khaydhar (arabizzato in Haydar) b. Kāvūs (arabizzato in Qāwūs). Le nostre prime informazioni della famiglia regnante dell'Ushrūsana ci vengono dagli storici persiani musulmani come Ṭabarī e Aḥmad ibn Yaḥyā al-Balādhurī e arabi come Yaʿqūbī, quando descrissero nelle loro opere la conquista da parte del Califfato abbaside di quell'area centro-asiatica e la sottomissione dei loro governanti al potere islamico di Baghdad. 
Nel periodo in cui ebbe luogo la prima invasione della regione, sotto il generale Qutayba b. Muslim (712-14), l'Ushrusana era abitata da popolazioni iraniche. governate da propri prìncipi che usavano il titolo sovrano tradizionale di Akhshid o Afshin.  La prima invasione araba non produsse tuttavia concreti risultati nel porre sotto proprio controllo l'area.
Secondo l'Encyclopedia of Islam::
Sotto al-Maʾmūn il Paese dovette essere ancora una volta conquistato e una nuova spedizione si rese necessaria nel 207/822. In quest'ultima occasione, l'esercito musulmano fu condotto da Haydar (Khaydhar), il figlio dell'Afshīn Kāvūs, che a causa dei disordini dinastici aveva trovato rifugio a Baghdād. Questa volta la sottomissione fu completa; Kāwūs abdicò e Haydar gli succedette, prima di diventare uno dei grandi nobili della corte di Baghdād all'epoca di al-Mu'tasim, dove fu conosciuto come al-Afshīn. La sua dinastia proseguì a regnare fino al 280/893 (moneta dell'ultimo governante, Sayr b. ʿAbd Allāh, coniata nel 279 [892], esposta nell'Ermitage di San Pietroburgo). Dopo questa data il Paese diventò una provincia dei Samanidi e cessò dall'avere un'esistenza indipendente, mentre l'elemento iranico fu quasi interamente sostituito da quello turco.»
Tuttavia, durante il regno di al-Mahdi (775-85) l'Afshin dell'Ushrusana è ricordato fra i tanti governanti persiani e turchi della Transoxiana e delle steppe dell'Asia Centrale che fecero formale atto di sottomissione a lui. Non fu però fino al regno di Hārūn al-Rashīd nel 794-95 che al-Faḍl b. Yaḥyā al-Barmakī guidò una spedizione in Transoxiana, dove ricevette l'atto si sottomissione di Akin, allora al potere colà, cosa che non era mai successa prima nei confronti di altri potentati. Ulteriori spedizioni furono nondimeno inviate contro l'Ushrūsana da al-Maʾmūn quando era governatore a Marv e anche dopo che era diventato califfo. Afshin Kāvus, figlio dell'Afshin Karākana che si era sottomesso ad al-Faḍl b. Yaḥyā al-Barmakī, ripudiò l'alleanza sottoscritta con gli Arabi ma poco dopo che al-Maʾmūn tornò a Baghdad da Merv (817-18 o 819-20), uno scontro di potere scoppiò e feroci tensioni misero gli uni contro gli altri all'interno della dinastia regnante in Ushrūsana.
Il figlio di Kāvūs, Khaydar, noto per il suo titolo reale di Afshin, divenne generale abbaside e combatté contro i ribelli khurramiti e il loro capo, Babak Khoramdin, nel Caucaso meridionale e nel nordovest della Persia (816-837). Nell'841 Afshīn fu però arrestato a Sāmarrāʾ perché sospettato di aver complottato contro il Califfato e fu di conseguenza impiccato accanto a Babak.
Vi sono tuttavia sufficienti indicazioni storiche per pensare che gli Afshin, in una condizione giuridica di semi-autonomia, continuarono a governare l'Ushrūsana dopo che il controllo della regione fu perduto dagli Abbasidi ad opera dei Saffaridi e, poco dopo, dei Samanidi.